# Tadarida guánová
Tadarida guánová (Tadarida brasiliensis) je drobný netopýr hojný na americkém kontinentu. Je rozšířen ve velké části Jižní, Střední i Severní Ameriky včetně Karibských ostrovů a v jižních státech USA. Nejhojnější výskyt je v oblasti Mexika a Texasu, kde v jeskyni Bracken žije v kolonii 20–40 milionů exemplářů.
Tadaridy jsou vynikajícími letci, s čímž souvisí i jejich váha, která činí 11–14 g, a tvar těla. Měří asi 9,5 cm, mají rovná úzká křídla o rozpětí cca 28 cm, která jsou mnohostranně pohyblivá díky dvojímu zakloubení paží a necelé 4 cm dlouhý ocas. Žijí v obrovských koloniích někdy až o desítkách miliónů jedinců. V jeskyních, které obývají se tak hromadí velké množství trusu – guána. V noci se vydávají na lov, a to do vzdálenosti až stovek kilometrů. Létají rychlostí až 75 km/h (doložený rekord je však 160 km/h) a s použitím echolokace loví do otevřené tlamy drobný hmyz: dvoukřídlé, mšice apod., tzv. vzdušný plankton. Díky velkým silným zubům však mohou pozřít i tvrdší brouky.